# モハメド・ディアメ
モハメド・ディアメ（Mohamed Diamé, 1987年6月14日 - ）は、フランス・クレテイユ出身のプロサッカー選手。アル・スィーリーヤSC所属。ポジションはMF。元セネガル代表。

## 経歴
RCランスのBチームからスペインに渡り、2008年にセグンダ・ディビシオンに昇格したラージョ・バジェカーノへ移籍。ラーヨでの活躍が認められ、2009年8月22日にイングランド・プレミアリーグのウィガン・アスレティックFCに3年契約で移籍した。
2012年6月20日、フリートランスファーでウェストハム・ユナイテッドFCに移籍。
2014年9月1日、ハル・シティAFCに3年契約で加入することが発表された。
2022年4月8日、スペイン2部に所属するCFフエンラブラダと2021-22シーズン終了までの契約を結んだ。
2023年1月17日、アル・スィーリーヤSCに1年半契約で移籍した。